# Don't Hurt Yourself
Don't Hurt Yourself é uma canção da cantora estadunidense Beyoncé, gravada para seu sexto álbum de estúdio Lemonade. A música foi produzida por Jack White, Beyoncé e Derek Dixie e escrita por White, Beyoncé e Diana Gordon. Contém amostras de "When the Levee Breaks", escrita por Jimmy Page, Robert Plant, John Paul Jones e John Bonham, e interpretada pela banda Led Zeppelin. A música recebeu uma indicação para o 59º Grammy Awards na categoria Melhor Performance de Rock. 
A Billboard classificou "Don't Hurt Yourself" no número 61 em sua lista "100 melhores músicas pop de 2016.. Alguns críticos compararam a canção a Ring the Alarm de seu álbum B'Day de 2006.

## Composição
Jack White disse sobre a origem da música em uma entrevista para NPR :

 _ Você sabe, eu acabei de falar com ela e ela disse: 
 "_ Eu quero estar em uma banda com você" [Risos]. 
 Eu disse:
" _ Sério"? 
 Bem, eu adoraria fazer alguma coisa. "Eu sempre amei a voz dela - quero dizer, eu acho que ela tem o tipo de voz de cantora soul dos tempos de Betty Davis ou Aretha Franklin. Ela pegou apenas um tipo de esboço lírico e transformou na mais viciosa e incrível música. Eu nem sei o que você classificaria como - soul, rock and roll, o que quer que seja. "Don't Hurt Yourself" é incrivelmente intensa; Estou tão espantado com o que ela fez com isso. "

## Apresentação ao vivo
"Don't Hurt Yourself" fez parte do repertório da The Formation World Tour com a primeira apresentação em Miami no Marlins Park em 27 de abril de 2016. Ela também apresentou a música como parte de seu Medley no MTV VMA 2016. A escritora do The Guardian, Caroline Sullivan, observou que durante a performance das "canções mais amargas" de Lemonade, "Ela é um pilar da fúria".

## Desempenho nas tabelas musicais

### Posições
| Tabela musical (2016)                                  | Melhor posição |
| ------------------------------------------------------ | -------------- |
| Austrália (ARIA Charts)                                | 93             |
| Austrália Urban Singles                                | 10             |
| Canadá (Canadian Hot 100)                              | 10             |
| Escócia (The Official Charts Company)                  | 30             |
| Estados Unidos (Billboard Hot 100)                     | 28             |
| Estados Unidos (Top R&B/Hip-Hop Songs)                 | 16             |
| França (Syndicat National de l'Édition Phonographique) | 47             |
| Reino Unido (UK Singles Chart)                         | 36             |
| Reino Unido (UK R&B Singles Chart)                     | 12             |
| Suécia (Sverigetopplistan)                             | 77             |